# فتح طوانة
فتح طُّوَانَة هو حصار فَرَضه الجيش الأموي بقيادة الأمير مسلمة بن عبد الملك بن مروان وابن أخيه العباس بن الوليد بن عبد الملك على مدينة طوانة الروميَّة بصيف عام 88 هـ-707 م حسب المصادر العربية، وفي عام 708 م حسب المؤرخ البيزنطي تيوفان المعرف. وفي الواقع اختلفت المصادر العربية والبيزنطية والسريانية حول تاريخ الحصار والفتح والاختلاف هو أنها وقعت في عامي 707 م-708 م وبين عامي 708 م-709 م. صَمَدت مدينة طوانة في بداية الحصار فطالت فترة الحصار إلى عام 89 هـ-708 م فأمضى المسلمون شتاء 89 هـ في طوانة فواجهتهم مصاعب جمة وشدة كبيرة بسبب قلة الطعام والبرد والقتال. وبعد هذا الشتاء في فصل الربيع أرسل امبراطور الروم آنذاك جستنيان الثاني إلى أهل طوانة جيش لإغاثتهم ونصرتهم، ولكنَّ الجيش الأموي انتصر عليهم، بعد ذلك اضطر أهل المدينة للاستسلام وبدأوا التفاوض مع المسلمين فوعدهم الجيش الأموي بالأمان، ووفقاً لتيوفان المعرف الأسقف المعروف فإن المسلمين خانوا العهد وسبوا كثير من السكان إلى ديار الخلافة وتُرِكت المدينة مهجورة، والمتفق عليه أنّ طوانة دُمِرت إلى حد كبير وغنم المسلمين كثير من الغنائم.

## الخلفية
في عام 692 م-73 هـ قاما امبراطور الروم جستنيان الثاني والخليفة الأموي عبد الملك بن مروان بكسر الهدنة التي كانت قائمة بين الروم البيزنطيون والمسلمين منذ عام 679 م-60 هـ الذي توفي فيه الخليفة معاوية بن أبي سفيان حيثُ بدأت الفتن بين المسلمين المرة الأولى مع الحسين بن علي ويزيد بن معاوية والمرة الثانية مع عبد الله بن الزبير ومروان بن الحكم وعبد الملك بن مروان، وخلال انشغال المسلمين فيما بينهم كان الشام مهدد من قِبل الروم فخاف عبد الملك على الشام والمسلمين فتصالح في عام 70 هـ مع جستنيان الثاني على مبلغ معين يرسله إليه كل فترة مقابل ألا يغزو الروم ديار المسلمين خلال تلك الفترة وقد اقتدى عبد الملك بفعلته هذه بالصحابي معاوية بن أبي سفيان الذي خلال معركة صفين تعاهد مع امبراطورهم على مال يعطيه إياه مقابل ألا يغزو الشام خلال حربه مع علي بن أبي طالب ثم عاد لفتح أراضي الروم عندما بايعه الحسن بن علي بن أبي طالب. كان هناك سلام بين الطرفين، حتى استتب الأمر لعبد الملك بن مروان بعد مقتل ابن الزبير في 73 هـ فبايعه جميع المسلمين واجتمعت الأمة على خلافته، ففام بإلغاء السلام مع البيزنطيين، ووجه أخاه محمد بن مروان لقتالهم في آسيا الصغرى فهُزِم الجيش البيزنطي في معركة سبياستوبولس بعام 73 هـ. ومن نتائج هذه المعركة أن العرب استعادوا بسرعة سيطرتهم على أرمينيا، وعادت غزواتهم المتكررة في منطقة آسيا الصغرى التي أدت إلى حصار القسطنطينية عام 98 هـ. إضافةً إلى ذلك، تمَّ خلع جستنيان الثاني بانتفاضة عام 695 م-76 هـ وتمَّ نفيه بعيداً فبدأت فترة من عدم الاستقرار والنزاع والفوضى الداخلية في الامبراطورية البيزنطية استمرت لأكثر من عشرين سنة لم تنتهي إلا عندما تسلم ليو الثالث الإيساوري الحكم في عام 717 م وكادت أن تتدمر الدولة البيزنطية.

## الحصار
تاريخ الحصار غير واضح وغير متفق عليه فطبقاً لإحدى روايات البلاذري في كتابه فتوح البلدان أنه حدث في عهد عبد الملك بن مروان (الذي توفي في عام 86 هـ-705 م) وزعم ذلك أيضاً المؤرخ أحمد بن أعثم في كتابه الفتوح، بينما اتفق بقية المؤرخين العرب مثل أبو جعفر الطبري  وخليفة بن خياط  وابن عساكر  وابن كثير  وابن الأثير  والذهبي  على أنه كان عام 88 هـ-89 هـ/707 م-708 م، وأرخه تيوفان المعرف على أنّه كان سنة 6201 من التقويم البيزنطي (أي 708 م-709 م، وحتى قد يكون في 709 م-710 م)، ونتيجة لذلك أرخ المؤرخين للحصار بِعدة تواريخ مِنها 706 م-707 م و707 م-708 م و708 م-709 م و709 م-710 م.
في بدايات عهد الوليد بن عبد الملك كان الخزر يخططون لغزو جنوب القوقاز الذي كان تحت حكم الخلافة الأموية (يشمل اليوم أرمينيا وجورجيا وأجزاء من ألبانيا) وقرر ملوك جبال جنوب القوقاز مساعدة الخزر في حربهم هذه، فأمر الوليد والي منطقة جنوب القوقاز أن يرسل رسالة إلى امبراطور الروم يخبره بأنَّ الخزر عزمت على غزو المسلمين والروم فجهز جيش لإرساله إلى هناك، ولكن أثناء سير الجيش للقوقاز أمرهم الوليد بالذهاب لغزو طوانة في طريقهم وأرسل إلى الجيش جنوداً وأسلحة وجهزهم وقواهم، واستعمل عليه أخيه مسلمة بن عبد الملك، وساعده ابن أخيه العباس بن الوليد بن عبد الملك بتجهيز الجيش ثم ساروا إلى طُّوَانَة وهي مدينة عريقة تقع اليوم في محافظة نيدا بمنطقة وسط الأناضول في تركيا.
وهذه الحملة تعد أول أكبر حملات مسلمة بن عبد الملك كقائد عسكري فغزا مع ابن أخيه العباس بن الوليد بن عبد الملك الطوانة، وفرض الجيش الأموي الحصار عليها، وحاولوا بأقصى ما يمكنهم تدمير جزء من أسوار المدينة، حسب المصادر الغربية أنهم تمكنوا من فتح جزء من أحد الجدران وإحداث نقب فيه ولكنهم لم يستطيعوا دخول المدينة من خلاله، ونجح جنود طوانة في صدهم وحماية المدينة. طال الحصار حتى جاء الشتاء فبدأت تنقص مؤونة الجيش المسلم من الطعام والشراب شيئاً فشيئاً حتى بدأ يفكر الجيش وقاداته بالانسحاب من طوانة، وأصابتهم مجاعة فاضطروا لأكل خيولهم، وتهتكت الأبنية التي بناها المسلمين لأنفسهم بسبب الجليد والثلج فاضطروا بأن يحفروا لأنفسهم أسراب أشبه بالجحور في الطريق لكي ينامون فيها ليلاً، فأرسل مسلمة بن عبد الملك رسالة على شكل قصيدة إلى الخليفة الوليد بن عبد الملك يشكو فيها الحال ويطلب المساعدة، يقول فيها:
وقد كَتَم مسلمة على الوليد أمر أكلهم للخيول ولم يخبره، وأرسل الرسالة مع رجل من قبيلة بني فزارة الغطفانية فقام هذا الرجل بإخبار الوليد بأكل الخيول.
فكتب الشاعر والفارس القعقاع بن خليد أو خالد العبسي الذي كان قائداً من قادة جيش مسلمة رسالةً للخليفة الوليد على شكل قصيدة يخبره بحالهم السيء، وتطرق فيها للفزاري الذي فشا السر للوليد، يقول فيها:
في الربيع، أرسل أهل طوانة رسالة يطلبون فيها النجدة إلى الإمبراطور جستنيان الثاني الذي كان قد عاد من منفاه وحاصر القسطنطينية بجيش من البلغار والسلاف وأخذ العرش مجدداً عام 705 م، وعندما قرروا إرسال رسالتهم لجستنيان قاموا ليلاً بإخراج الكثير من كلابهم خارج المدينة لكي يخدعوا المسلمين وقاموا بإلباس رجلين من رجالهم جلود كلاب ميتة لكي يمران أمام الجيش بدون أن يشكون بهما، فسقطت رسالة أحد الرجلين فأمر مَسلمة بإحضاره فأمر الترجمان بقراءته فإذا فيه يطلب أهل طوانة العون والغوث من الإمبراطور وأن المسلمين ينتظرون المدد من الخليفة الوليد وإن كان جستنيان يريد مساعدتهم فعليه فعل ذلك الآن قبل أن تأتي المساعدة من أرض العرب، بعد تلك الرسالة قام جستنيان الثاني بإرسال جيش على رأسه القائدان ثيوفيلاكت سَليبَس وثيودور كارتِروكَس إلى طوانة لإنقاذها. وفقاً لرواية ابن عساكر فإنَّ عدد الجنود الذين أرسلهم كانوا مئة ألف معهم الأسلحة والعدة وورائهم البغال والحيوانات تحمل الأطعمة والمؤونة لأهل طوانة. المصادر البيزنطية تذكر أنَّ الجنود كانوا فلاحون مسلحين ولكنهم يفتقرون للخبرة العسكرية، ويرجع سبب ذلك إلى أن الجيش البيزنطي خاض في ذات العام معركة شديدة خسر فيها جيش جستنيان ضد البلغار، وأغلب جنوده وقاداته أما قُتِلوا أو تم أسرهم.
عندما عَلِم مسلمة بالأمر أحضر كل فارس بقي معه حصانه فجمعهم وولى عليهم العباس بن الوليد بن عبد الملك، وأمرهم بالذهاب لمواجهة جيش جستنيان إذا قدموا بينما بقي مسلمة بن عبد الملك على عدد من الجنود يقاتل وحده جيش طوانة أمام أسوار المدينة.
لمّا وصل الجيش تقدم قائدهم إلى معسكر المسلمين لكي يضربه ويعسكر حوله فهجم العباس بالفرسان على مقدمة الجيش، فقال له عمه مسلمة: «لا تفعل حتى يتاموا، فإذا انهزموا لم يكن لهم باقية ولا فئة تلجأ منهزمتهم إلينا..»، فقال العباس: «تتركهم حتى تصير منهم ومن أهل الطوانة كالجالس بين لحيي الأسد ثم بين عسكرين!!!»، ثم قام العباس وهاجمهم بمن معه من الجنود والفرسان، فدعا له مسلمة: «اللهم إنّهُ عَصاني وأطاعك فانصره.»
فواجههم العباس فاقتتلوا قتالاً شديداً فهُزِم الروم، وتذكر المصادر الغربية أن الهزيمة حدثت في المعركة الثانية بينهم، ووفقاً لتيوفان المعرف فقد حدث شجار بين اثنين من قادة الجيش البيزنطي، وكان قتالهم غير منظم ومنضبط فقُتِل الآلاف من الجنود البيزنطيين، وأُسِر أيضاً الآلاف من الجنود على يد الجيش الأموي، بعد ذلك يئس أهل طوانة من تلقي أي مساعدة فبدأوا التفاوض على الاستسلام، فوعدهم المسلمين بالأمان، وقد استمر حصار المدينة لمدة 9 شهور متواصلة رابط خلالها الجيش المسلم خارج طوانة ولم يبرح مكانه لحظة. وادعى تيوفان المعرف إن الجيش خان العهد وسبى السكان إلى ديار الخلافة وأنهم نهبوا المدينة وخربوها.
وتروي المصادر العربية المعركة مع الجيش الذي أرسله الإمبراطور بشكل مفصل أكثر إذ تقول الرواية أنّه بعد أن استأذن العباس من مسلمة بأن يقاتل الجيش بمن معه من جنوده من أهل حمص قاتلهم فهُزِموا فهرب كثير منهم، فلحقهم العباس حتى قابل حاكمهم وهو جالس على بناء مستدير من الريحان يجره العجل ومعه البطارقة وأبناء ملوكهم، فشد عليهم العباس فتقاتل الفريقين قتال شديد، وقُتِل من المسلمين جماعة كبيرة منهم؛ التابعي والمحدث أبو الأبيض العنسي الشامي، وبقي المسلمين مع مسلمة ينتظرون الأخبار من العباس فنظروا باتجاه الطريق ينتظرون شيئاً فصاح مَسلمة بن عبد الملك بهم لكي يتجهوا بأنظارهم للسماء، وقال: «ههنا ارفعوا إلى الله فمنه يأتي النصر والمدد..»، في ذات الوقت عندما كان جيش المسلمين يُهزم على يد الروم مع العباس، وبقي منه فريق ثابت كان منهم التابعي والعالِم ابن محيريز الجمحي والعباس بن الوليد بن عبد الملك، فصاح العباس: «أين أهل القرآن الذين كانوا يريدون الجنة ويلتمسون الشهادة؟!»، فقال ابن محيريز الجمحي: «نادهم يأتوك»، فنادى العباس: «يا أهل القرآن، يا أهل القرآن»  ثم أقبل جميع الجنود يُقاتلون فهُزِم الروم فقتل المسلمين منهم أكثر من ثلاثين ألف جندي بيزنطي، فهربوا فلحقهم العباس فأدرك جماعة منهم هربت ولجأت إلى كنيسة كبيرة فأغلق الجنود الروم أبوابها عليهم، فأتى مسلمة للعباس واجتمع الجيش المسلم فناموا الليلة عند باب الكنيسة، وفي داخل الكنيسة رأى الجيش الرومي ما حل به من هزيمة نكراء ولا يعرفون ما الذي فعله مسلمة والعباس بعد أن أغلقوا أبواب الكنيسة فلمّا حل الصباح فتح مسلمة الكنيسة رغماً عنهم.
أسر العباس أبناء الملوك والبطارقة فأحضرهم لمسلمة فأوقفوهم أمام باب الطوانة لكي يرى أهلها أن من أتى لنصرتهم أصبحوا أسرى في أيدي المسلمين، وذلك من الحرب النفسية عليهم وكان سبب الفتح حسب رواية ابن عساكر، فلمّا رأى أهل الطوانة ما حدث من نصر المسلمين أرسل بطريركها رسالة لمسلمة يقول فيها: «قد رأينا فتح اللَّه لكم ونحن نخيركم بين أن تخلوا سبيلي وسبيل ثلاثمائة بطريق بأهالينا، وأولادنا، ونفتح لكم المدينة بمن فيها وبين أن نسايركم فإنَّ عندنا من الطعام والإدام مَا يكفينا سنة، وإلى سنة، قد كانت لنا حال..» يقصد أن يعطي الأمان ويترك 300 من أشرافهم مع عوائلهم فيفتحون لهم المدينة أو يُسايرون المسلمين في الحصار فإن سايروا المسلمين فلا مشكلة على أهل طوانة لأن لديهم طعاماً يكفي لسنة كاملة وحينها سيكون الجيش المسلم قد هلك.
فوافقه مسلمة بن عبد الملك وصالحه وأعطاه الأمان هو والبطارقة الـ 300 وخلا سبيلهم وفتحوا له المدينة، فوجد فيها ستين ألف شخص بين طفل وبالغ، ولا تذكر المصادر الإسلامية ما حدث بعدها بأهل المدينة كما لا تذكر أن وعد الأمان كان لجميع أهل المدينة بل فقط لـ 300 شخص، بينما زعم تيوفان المعرف سبي أهل المدينة وتخريبها.
وهُناك رواية مختلفة للفتح رواها أحمد بن أعثم الكوفي الذي ذكر أنه حدثت معركة بين الفريقين فتقدم أحد الجنود من أهل المدينة المنورة اسمه  يعقوب بن عبد الله الأنصاري باتجاه باب طوانة ولحق به ثلاثة من إخوانه كانوا مع الجيش فبدأوا يقاتلون أشد القتال، فصاح مَسلمة بالمسلمين يحرضهم على الروم فانهزم الروم وتراجعوا، وجعل المسلمين قوم يُقاتلون وقوم يحفرون ويهدمون جزءً من السور فاستطاعوا إحداث نقب بالجدار فبادر  يعقوب بن عبد الله الأنصاري ودخل طوانة من ذلك النقب وجعل يقاتلهم وحده فقُطِعت إحدى قدميه، وبقي قائماً على تلك الحالة يقاتلهم على قدم واحدة وهو يقول:
فبقي يقاتل حتى دخل إليه إخوانه الثلاثة الذين قاتلوا معه ثم كبروا ونادوا الجيش فدخل من النقب وفتحوا باب طوانة فهزموا المقاتلين وفتحوا المدينة ونزف يعقوب بن عبد الله حتى مات وقُتِل إخوانه، وغنم المسلمين الكثير من الغنائم منها خيل وبغال وحمير وذهب وفضة وأثاث فاخر، فجمع مسلمة بن عبد الملك هذه الغنائم، فأخرج منها الخمس وقسم الباقي على المسلمين، ثم وجه بالخمس إلى الخليفة.
ومِن شدة المعاناة التي قاساها المسلمين في الحصار أنّه أحد الجنود من قبيلة قضاعة وصل إليه خبر ولادة أحد أطفاله في يوم الفتح فأخبر الجندي مسلمة بن عبد الملك بالأمر، فسأله: «ما سميته ؟»، فرد الجندي: «سميته الفرج؛ لما فرج الله عنا في هذا اليوم بالفتح»، فقال مسلمة: «أحسنت وأصبت»، وهذا الطفل هو أبو فضالة فرج بن فضالة بن النعمان بن نعيم التنوخي القضاعي الذي لمّا كبر تولى بيت المال في عهد الخليفة محمد المهدي العباسي واشتهر برواية الحديث النبوي.

## ما بعد الحصار
نقل أبو جعفر الطبري عن الواقدي أنه بعد فتح طوانة لم يرجع مسلمة لأرض العرب رغم مرور 9 أشهر على مرابطته، وانقسم الجيش بين مسلمة والعباس بن الوليد الذان تفرقا بجيشهم داخل بلاد البيزنطيين وشن المسلمين حملتين على بلاد الروم، وذلك في عام 89 هـ-90 هـ (ما بين 709 م و710 م)، وهاتان الحملتان أنجمت عن غزو العباس بن الوليد بن عبد الملك لمنطقة قيليقية وبعدها توجه لغرب المنطقة فغزا مدينة درولية التي تقع اليوم بقرب أسكي شهر بتركيا، بينما فتح مسلمة اثنين من الحصون قرب طوانة، وبعدها سار للغرب ففتح مدينة نيقوميديا ومدينة هرقلة، وغزت قواته أسكدار الواقعة في القسطنطينية، وبعد شهور قليلة من فتح طوانة حاصر مسلمة عمورية بذات الجيش وكان معه خلال حصارها عمه محمد بن مروان وعبد الله البطال واستطاع فتحها.
واستمرت غزوات العرب المتتالية على أرض الروم بالسنوات المقبلة بشكل سنوي إذ كان خلفاء بني أمية يطلقون جيوشهم كل صيف وكل شتاء من كل سنة لكي يغزون حصون الروم ومدنهم، وكانت تسمى غزوات الصيف «الصوائف» وغزوات الشتاء بـ «الشواتي»، وكانت هذه الغزوات على الروم بالعادة يقودها أمراء بني أمية مثل مسلمة بن عبد الملك الذي لم تكن تمر سنة خلال أواخر خلافة عبد الملك بن مروان والوليد بن عبد الملك وسليمان بن عبد الملك إلا وهو غزا الروم مرة أو مرتين، ومعه كان يغزو الصوائف والشواتي إخوته عبد الله بن عبد الملك والحجاج بن عبد الملك وسليمان بن عبد الملك وهشام بن عبد الملك وعمه محمد بن مروان بن الحكم وابن عمه محمد بن عبد العزيز بن مروان ومروان بن محمد، وأبناء إخوته العباس بن الوليد بن عبد الملك وعبد العزيز بن الوليد بن عبد الملك وداوود بن سليمان بن عبد الملك وأيوب بن سليمان بن عبد الملك ومعاوية بن هشام بن عبد الملك وسليمان بن هشام بن عبد الملك ومَسلمة بن هشام بن عبد الملك.
ومن أهداف هذه الغزوات الصغيرة هو فتح القسطنطينية، وأدت إلى حصارها في عهد سليمان بن عبد الملك، ولكن الخليفة عمر بن عبد العزيز أمر مسلمة بن عبد الملك بالانسحاب لأن الجيش الإسلامي هلك من الجوع والبرد. بعد فشل حصار القسطنطينية تواصلت الغزوات الصغيرة بعد ذلك حتى نهاية الدولة الأموية وكانت هذه الغزوات فقط لضرب الروم وإضعافهم وإنذارهم من غزو الديار الإسلامية وليست غزواً مباشراً. خلال القرن الثامن الميلادي نجحت الغزوات والغارات الأموية في السيطرة على قيليقية والمنطقة المحيطة بملطية، ونجح العرب بالسيطرة على جبال طوروس بشكل شبه دائم لمدة 200 سنة خلال العصر الأموي والعصر العباسي مما جعل جبال طوروس الخط الفاصل والحدودي بين الامبراطورية البيزنطية ودولة الخلافة لما يقرب من قرنين.

## وصلات خارجية
- Makrypoulias، Christos (2003). "Siege and fall of Tyana, 708". Encyclopaedia of the Hellenic World, Asia Minor. Foundation of the Hellenic World. مؤرشف من الأصل في 2015-09-23. اطلع عليه بتاريخ 2010-10-17.